# Verkehrsgesellschaft Bäderkreis Calw
Die Verkehrsgesellschaft Bäderkreis Calw mbH (abgekürzt VGC) ist ein Verkehrsverbund im baden-württembergischen Landkreis Calw. An der VGC beteiligt sind insgesamt 13 Omnibusunternehmen, die im Landkreis Buslinien betreiben und die Deutsche Bahn AG (vertreten durch ihre Tochtergesellschaft DB ZugBus Regionalverkehr Alb-Bodensee, welche die durch den Landkreis führende Nagoldtalbahn betreibt). Die VGC ist damit ein Unternehmerverbund.

## Geschichte
Zunächst gründeten die vier Busunternehmen Rübenacker Reisen, Nagoldtal Reisen, Regionalbusverkehr Südwest und Schöttle & Söhne am 3. Dezember 1992 die Verkehrsgesellschaft Bäderkreis Calw (VGC), welche anfangs jedoch nur der Koordination und der Fahrplanabstimmung zwischen den beteiligten Unternehmen diente. Erst am 17. März 1998 (Gründungsdatum) wurde diese Gemeinschaft zu einem Verkehrsverbund erweitert (unter Beteiligung der restlichen Busunternehmen im Landkreis). Dieser neu geschaffene Verkehrsverbund führte schließlich zum 1. Juni 1998 den bis heute bestehenden kreisweiten Gemeinschaftstarif ein. Seit diesem Zeitpunkt besteht im Landkreis Calw ein einheitlicher Tarif im öffentlichen Nahverkehr. Dieser ermöglicht es, alle Verkehrsverbindungen innerhalb des Landkreises mit einem durchgehenden Fahrschein zu nutzen, auch dann wenn bei einer Fahrt zwischen zwei oder mehreren Unternehmen umgestiegen werden muss. Zunächst nicht in diesen Verkehrsverbund integriert war die Deutsche Bahn AG welche damals neben der Nagoldtalbahn außerdem auch noch die ebenfalls durch den Landkreis führende Enztalbahn betrieb. Erst zum 14. Dezember 2002 wurde die Enztalbahn als erste Schienenstrecke in die VGC integriert, damals übernahm die Albtal-Verkehrs-Gesellschaft (AVG) auf dieser Strecke die Betriebsführung von der Deutschen Bahn AG. Die AVG selbst ist jedoch bis heute nicht an der VGC beteiligt, obwohl sie den VGCTarif anerkennt. Zum 12. Dezember 2004 erfolgte schließlich auch die Integration der Nagoldtalbahn in den Gemeinschaftstarif, damit wurde auch die VGC zu einem vollwertigen Verkehrsverbund unter Einschluss aller öffentlichen Verkehrsmittel innerhalb des Tarifgebiets.

## Tarifgebiet und Struktur
Als Besonderheit gehören die Gemeinden Bad Herrenalb (inklusive der Ortsteile Bernbach, Rotensol, Neusatz und Gaistal mit Zieflensberg) und Dobel trotz ihrer Zugehörigkeit zum Landkreis Calw nicht zur VGC, sondern zum benachbarten Karlsruher Verkehrsverbund (KVV). Hintergrund dieser ungewöhnlichen Ausnahmeregelung: zum Zeitpunkt der VGC-Verbundgründung hatte der schon 1994 gegründete KVV rund um Bad Herrenalb bereits einen Verbundtarif etabliert (welcher die auf die Albtalbahn nach Karlsruhe abgestimmten Buslinien in diesem Teilgebiet umfasste). Es besteht jedoch ein Übergangstarif zwischen dem VGC-Stammgebiet und diesen beiden Orten, der VGC-Tarif kommt jedoch nur bei Fahrten zwischen Bad Herrenalb bzw. Dobel und dem restlichen Landkreis zur Anwendung (bzw. umgekehrt), nicht jedoch bei Fahrten innerhalb des nicht zum VGC gehörenden Gebietes um Bad Herrenalb und Dobel.
Darüber hinaus bestehen außerdem weitere Übergangstarife zum benachbarten Verkehrsverbund Pforzheim-Enzkreis (der VGC-Tarif gilt dabei bis Pforzheim, im Gegenzug gilt der VPE-Tarif bis Bad Wildbad) und zum Verkehrs- und Tarifverbund Stuttgart (VVS). Mit einer Fläche von 746,04 km² und einer Einwohnerzahl von 150.995 (jeweils Landkreis Calw abzüglich Bad Herrenalb und Dobel) gehört der VGC dabei zu den kleineren Verkehrsverbünden in Baden-Württemberg. Außer an den KVV, den VPE und den VVS grenzt das Gebiet des VGC noch an die Gebiete der Verkehrs-Gemeinschaft Landkreis Freudenstadt und des Verkehrsverbunds Neckar-Alb-Donau, mit diesen beiden Verbünden bestehen jedoch keinerlei Gebiets-Kooperationen.
Im VGC gilt außerdem das im bwtarif angebotene RegioX-Tagesticket. Es neben dem VGC in den Verkehrsverbunden des KVV, VPE und VGF. Hintergrund für dieses vom KVV initiierten Tickets war der Gedanke, mit einem Fahrschein in allen Stadtbahnen der AVG fahren zu können, auch bei Verbundübertritt. So gilt diese Karte weiterhin auf Schienenstrecken in Rheinland-Pfalz bis Neustadt (Wstr), Dahn und Speyer. Nach einer 2022 erfolgten  Umstrukturierung des AVG-Netzes gilt die Karte nur noch auf dem zentralen Teil der ehemals 145 km langen AVG-Linie S4 von Achern bei Offenburg bis Öhringen im Hohenlohekreis.
Die VGC ist Teilnehmer des Programms KONUS. KONUS steht für die KOstenlose NUtzung des öffentlichen Nahverkehrs für übernachtende Schwarzwaldurlauber. Mit der Konus-Gästekarte können die Schwarzwald-Urlauber ihr Ausflugsziel, den Startpunkt für die Wanderung oder die Skitour usw. gratis ansteuern. Finanziert wird diese Gästekarte über eine pauschale Abgabe pro Übernachtung.
Der Verkehrsverbund gehört zudem zum Geltungsbereich des Metropoltagestickets Stuttgart.

## Verkehrsunternehmen in der VGC
Folgende Verkehrsunternehmen fahren in der VGC:
- Albtal-Verkehrs-Gesellschaft mbH (AVG)
- Däuble Reisen GmbH
- DB Regio
- Bietergemeinschaft RAB/Klumpp/Süsser
- Pflieger Reise- und Verkehrs-GmbH + Co. KG
- Richard Eberhardt GmbH
- RVS Regionalbusverkehr Südwest GmbH Karlsruhe
- RVS Regionalbusverkehr Südwest GmbH Pforzheim
- Teinachtal Reisen G. Maier GmbH & Co.
- Volz Reisen
- Walz-Reisen

## Wichtige Städte und Gemeinden in der VGC (Auswahl)
- Calw
- Nagold
- Bad Wildbad
- Wildberg

## Kurioses
Auf der Schiene der Enztalbahn gelten durch eine Tarifkooperation drei Tarife. Ebenso auf der Nagoldtalbahn bis zum Haltepunkt Monbach-Neuhausen. Hintergrund ist, dass der VPE mit dem VGC eine Tarifkooperation für das Enztal als Ausflugsziel für die Einwohner Pforzheims vereinbarte. Auf der Nagoldtalbahn galt bis zu einer Tarifkooperation der Tarif des VGC nur bis Unterreichenbach und der des VPE bis zum damals letzten Pforzheimer Halt Brötzingen. Um die Lücke zu schließen, wurde für alle Fahrten mit Einzelfahrschein und Tageskarten aus dem VGC eine Streckenverlängerung bis zum Pforzheimer Hbf vereinbart. Im Gegenzug durften ab sofort Reisende des VPE bis nach Monbach-Neuhausen fahren. Da einige Jahre später der KVV eine Kooperation für die Schiene vereinbarte (KVV-Fahrscheine gelten jetzt im gesamten VPE Gebiet auch auf der Schiene), sind die Fahrscheine auch auf der durch die AVG betriebenen Enztalbahn und auf dem kurzen Abschnitt der Nagoldtalbahn gültig. Dabei ist die Einteilung der Zonen von Monbach-Neuhausen bis Pforzheim besonders: Bei der Fahrt mit einem VGC-Ticket werden vier Zonen berechnet. Beim VPE sind es jedoch nur drei Zonen. Wenn ein KVV-Ticket auch ohne ausbrechenden Verkehr in Richtung KVV-Gebiet gelten würde, wären es sogar nur zwei Zonen.